# Décès en septembre 2016
Décès
- 2012
- 2013
- 2014
- 2015
- 2016
- 2017
- 2018
- 2019
- 2020

Pour une information complémentaire, voir la page d'aide.

| Date          | Nom                                | Activités | Âge   | Source |
| ------------- | ---------------------------------- | --- | ----- | ------ |
| 1er septembre | Raymond Daveluy                    | Organiste, compositeur et professeur émérite canadien, québécois.                                                                 | 89    |        |
| 1er septembre | Frederick Drandua                  | Prélat catholique ougandais. | 73    | (en)   |
| 1er septembre | Fred Hellerman                     | Guitariste, compositeur et chanteur de Folk américain.                                                                            | 89    | (en)   |
| 1er septembre | Jon Polito                         | Acteur américain. | 65    | (en)   |
| 1er septembre | Emilio Prini                       | Peintre, dessinateur et photographe italien.                                                                                      | 73    |        |
| 2 septembre   | Gary D.                            | Producteur de musique et disc-jockey allemand.                                                                                    | 52    | (de)   |
| 2 septembre   | Jerry Heller                       | Manager et producteur de musique américain.                                                                                       | 75    | (en)   |
| 2 septembre   | John Hostetter                     | Acteur américain. | 69    | (en)   |
| 2 septembre   | Islam Karimov                      | Président de la République d’Ouzbékistan.                                                                                         | 78    |        |
| 2 septembre   | Antonina Seredina                  | Kayakiste soviétique puis russe, multiple médaillée olympique (1960, 1968).                                                       | 86    | (ru)   |
| 2 septembre   | Daniel Willems                     | Coureur cycliste belge. | 60    |        |
| 3 septembre   | Maria Isabel Barreno               | Femme de lettres portugaise. | 77    | (pt)   |
| 3 septembre   | Kalthoum Bornaz                    | Réalisatrice, scénariste et productrice de cinéma tunisienne.                                                                     | 71    |        |
| 3 septembre   | Miguel Ángel Bustillo              | Footballeur espagnol. | 69    | (es)   |
| 3 septembre   | Norman Kwong                       | Footballeur puis homme politique canadien.                                                                                        | 86    | (en)   |
| 3 septembre   | Leslie H. Martinson                | Réalisateur américain. | 101   | (en)   |
| 3 septembre   | Néné                               | Footballeur brésilien. | 74    | (it)   |
| 3 septembre   | Johnny Rebel                       | Musicien américain de musique country.                                                                                            | 77    | (en)   |
| 3 septembre   | Jean-Christophe Yoccoz             | Mathématicien français. | 59    |        |
| 4 septembre   | Roberto Bissonnette                | Hockeyeur sur glace puis chanteur canadien.                                                                                       | 35    |        |
| 4 septembre   | Élisabeth Collot                   | Supercentenaire française. | 113   |        |
| 4 septembre   | David Edward Jenkins               | Ecclésiastique britannique membre de l'Église d'Angleterre.                                                                       | 91    | (en)   |
| 4 septembre   | Klaus Katzur                       | Nageur est-allemand, médaillé d'argent aux Jeux olympiques d'été de 1972.                                                         | 73    | (de)   |
| 4 septembre   | Jean-Yves Sarazin                  | Historien français. | 49    |        |
| 4 septembre   | Yang Jingnian                      | Économiste et traducteur chinois.                                                                                                 | 107   | (zh)   |
| 5 septembre   | Gilbert Chapron                    | Boxeur français, médaillé de bronze aux Jeux olympiques d'été de 1956.                                                            | 82    |        |
| 5 septembre   | Duane Graveline                    | Médecin et astronaute américain.                                                                                                  | 85    | (en)   |
| 5 septembre   | Hugh O'Brian                       | Acteur américain. | 91    | (en)   |
| 5 septembre   | Phyllis Schlafly                   | Femme politique américaine. | 92    |        |
| 6 septembre   | Jean Franval                       | Acteur français. | 89    |        |
| 6 septembre   | Zvonko Ivezić                      | Footballeur yougoslave puis serbe.                                                                                                | 67    |        |
| 6 septembre   | Andrzej Szymczak                   | Handballeur polonais, médaillé de bronze aux Jeux olympiques d'été de 1976.                                                       | 67    | (pl)   |
| 6 septembre   | Lilian Uchtenhagen                 | Économiste et femme politique suisse.                                                                                             | 87    |        |
| 7 septembre   | Bobby Chacon                       | Boxeur américain. | 64    | (en)   |
| 7 septembre   | Bob Dailey                         | Hockeyeur sur glace canadien. | 63    | (en)   |
| 7 septembre   | Massimo Felisatti                  | Scénariste, réalisateur et écrivain italien.                                                                                      | 84    | (it)   |
| 7 septembre   | Joseph Keller                      | Mathématicien américain. | 93    | (en)   |
| 7 septembre   | Norbert Schemansky                 | Haltérophile américain, multiple médaillé olympique (1948, 1952, 1960, 1964).                                                     | 92    | (en)   |
| 7 septembre   | Jean-Louis Schneiter               | Homme politique français, maire de Reims (1999-2008).                                                                             | 83    |        |
| 7 septembre   | Farhang Sharif                     | Compositeur et musicien iranien.                                                                                                  | 84/85 | (fa)   |
| 8 septembre   | Hannes Arch                        | Pilote autrichien de voltige aérienne.                                                                                            | 48    | (de)   |
| 8 septembre   | Johan Botha (en)                   | Ténor sud-africain. | 51    |        |
| 8 septembre   | Prince Buster                      | Chanteur, DJ et percussionniste jamaïcain, producteur de ska, de rocksteady et de reggae.                                         | 78    | (en)   |
| 8 septembre   | Jacques Dominati                   | Homme politique français. | 89    |        |
| 8 septembre   | Martial Ménard                     | Linguiste et écrivain français de langue bretonne.                                                                                | 65    |        |
| 9 septembre   | James Siang'a                      | Footballeur puis entraîneur kényan.                                                                                               | 67    | (en)   |
| 9 septembre   | James Stacy                        | Acteur américain. | 79    | (en)   |
| 10 septembre  | Giuliano Carnimeo                  | Réalisateur et scénariste italien.                                                                                                | 84    | (it)   |
| 10 septembre  | Väinö Koskela                      | athlète de fond finlandais. | 95    | (fi)   |
| 10 septembre  | Jutta Limbach                      | Femme politique allemande. | 82    | (de)   |
| 10 septembre  | Frank Masley                       | Lugeur américain. | 56    | (en)   |
| 11 septembre  | Alexis Arquette                    | Actrice trans américaine. | 47    | (en)   |
| 11 septembre  | Ben Idrissa Derme                  | Footballeur burkinabé. | 34    |        |
| 11 septembre  | Mbaye Jacques Diop                 | Homme politique sénégalais. | 80    |        |
| 11 septembre  | Claude-Jean Philippe               | Critique de cinéma, réalisateur et producteur de télévision français.                                                             | 83    |        |
| 12 septembre  | Ali Javan                          | Physicien et inventeur irano-américain.                                                                                           | 89    | (en)   |
| 13 septembre  | Ottavio Bugatti                    | Footballeur international italien.                                                                                                | 87    | (it)   |
| 13 septembre  | Anne Germain                       | Chanteuse française. | 81    |        |
| 13 septembre  | Ermanno Rea                        | Journaliste et écrivain italien.                                                                                                  | 90    | (en)   |
| 13 septembre  | Gérard Rondeau                     | Photographe français. | 63    |        |
| 14 septembre  | Valeriy Abramov                    | Athlète de fond soviétique puis russe.                                                                                            | 60    | (ru)   |
| 14 septembre  | Pierre-Pascal Rossi                | Journaliste et écrivain suisse.                                                                                                   | 73    |        |
| 15 septembre  | Roger Bekono                       | Chanteur camerounais. | 62    |        |
| 15 septembre  | Deborah S. Jin                     | Physicienne américaine. | 47    | (en)   |
| 15 septembre  | Rose Mofford                       | Femme politique américaine, gouverneure de l’Arizona (1988-1991).                                                                 | 94    | (en)   |
| 15 septembre  | Paul Stecken                       | Cavalier professionnel et entraîneur allemand.                                                                                    | 100   | (de)   |
| 15 septembre  | Jacques Villain                    | Ingénieur français. | 68    |        |
| 16 septembre  | Tarik Akan                         | Acteur turc. | 66    | (en)   |
| 16 septembre  | Edward Albee                       | Dramaturge américain (Who's Afraid of Virginia Woolf?).                                                                           | 88    |        |
| 16 septembre  | Gabriele Amorth                    | Prêtre catholique italien, chef exorciste de la cité du Vatican (1986-2016).                                                      | 91    | (en)   |
| 16 septembre  | Gilles Carpentier                  | Écrivain et éditeur français. | 66    |        |
| 16 septembre  | Carlo Azeglio Ciampi               | Homme politique italien, président du Conseil (1993-1994) puis président de la République (1999-2006).                            | 95    |        |
| 16 septembre  | Roger Doom                         | Homme politique français. | 81    |        |
| 16 septembre  | Teodoro González de León           | Architecte mexicain. | 90    | (es)   |
| 16 septembre  | William Patrick Kinsella           | Écrivain canadien. | 81    |        |
| 16 septembre  | Gérard Louis-Dreyfus               | Homme d’affaires franco-américain.                                                                                                | 84    | (en)   |
| 16 septembre  | António Mascarenhas Monteiro       | Homme politique cap-verdien. | 72    | (en)   |
| 16 septembre  | Hamid Nacer-Khodja                 | Écrivain et poète algérien. | 63    |        |
| 16 septembre  | Jean Saint-Germain                 | Inventeur canadien, québécois (dont le biberon sans air et l'aérodium, un simulateur de chute libre soufflant un vent ascendant). | 79    |        |
| 17 septembre  | Charmian Carr                      | Actrice américaine. | 73    | (en)   |
| 17 septembre  | Chimulus                           | Dessinateur de presse français.                                                                                                   | 70    |        |
| 17 septembre  | Bahman Golbarnejhad                | Cycliste handisport iranien. | 48    | (en)   |
| 17 septembre  | Rune Larsson                       | Sauteur de haies suédois, double médaillé de bronze aux Jeux olympiques d'été de 1948.                                            | 92    | (sv)   |
| 17 septembre  | Hans Mühlethaler                   | Écrivain suisse. | 86    | (de)   |
| 17 septembre  | Sigge Parling                      | Footballeur suédois. | 86    | (sv)   |
| 18 septembre  | Roland Agret                       | Militant français, défenseur des erreurs judiciaires, fondateur d'Action justice.                                                 | 74    |        |
| 18 septembre  | Jean Cosse                         | Architecte belge. | 85    |        |
| 18 septembre  | Camille Dagenais                   | Ingénieur canadien. | 95    |        |
| 18 septembre  | Michel Filleul                     | Homme politique belge. | 73    |        |
| 18 septembre  | Lee Ho-cheol                       | Écrivain sud-coréen. | 84    | (en)   |
| 18 septembre  | Michel Vaxès                       | Homme politique français. | 75    |        |
| 19 septembre  | Karl Dietrich Bracher              | Politologue allemand. | 94    | (de)   |
| 19 septembre  | Bobby Breen                        | Acteur et chanteur américain. | 88    |        |
| 19 septembre  | Jorge Rubinetti                    | Joueur d'échecs argentin. | 71    | (es)   |
| 19 septembre  | Boris Trakhtenbrot                 | Informaticien théoricien, logicien et mathématicien israélien.                                                                    | 95    | (ru)   |
| 20 septembre  | Jean Chabbert                      | Prélat catholique français. | 95    |        |
| 20 septembre  | Paule Gauthier                     | Avocate canadienne. | 72    |        |
| 20 septembre  | Peter Leo Gerety                   | Prélat catholique américain. | 104   | (en)   |
| 20 septembre  | Curtis Hanson                      | Réalisateur, producteur et scénariste américain.                                                                                  | 71    |        |
| 20 septembre  | Bernard This                       | Psychiatre et psychanalyste français.                                                                                             | 88    |        |
| 21 septembre  | Donald Arthur                      | Acteur et scénariste américain.                                                                                                   | 79    | (de)   |
| 21 septembre  | Régis Barailla                     | Homme politique français. | 83    |        |
| 21 septembre  | Leonidas Donskis                   | Philosophe lituanien. | 54    | (lt)   |
| 21 septembre  | Ragnar Hvidsten                    | Footballeur international norvégien.                                                                                              | 89    |        |
| 21 septembre  | Kalervo Rauhala                    | Lutteur finlandais, médaillé d'argent de lutte gréco-romaine aux Jeux olympiques de 1952.                                         | 85    | (fi)   |
| 22 septembre  | Gian Luigi Rondi                   | Scénariste, réalisateur, écrivain et critique de cinéma italien.                                                                  | 94    | (it)   |
| 22 septembre  | Thanh Tòng                         | Acteur vietnamien. | 68    | (vi)   |
| 23 septembre  | Marcel Artelesa                    | Footballeur français. | 78    |        |
| 23 septembre  | Yngve Brodd                        | Footballeur suédois, médaillé de bronze aux Jeux olympiques d'été de 1952.                                                        | 86    | (sv)   |
| 23 septembre  | Frances Dafoe                      | Patineuse artistique canadienne, médaillée d'argent aux Jeux olympiques d'hiver de 1956.                                          | 86    | (en)   |
| 23 septembre  | Michel Rousseau                    | Coureur cycliste français, champion aux Jeux olympiques d'été de 1956.                                                            | 80    |        |
| 23 septembre  | Herman Joseph Sahadat Pandoyoputro | Prélat catholique indonésien. | 77    | (en)   |
| 23 septembre  | Andrzej Tarkowski                  | Embryologiste polonais. | 83    | (pl)   |
| 23 septembre  | Joaquín Tejedor                    | Footballeur espagnol. | 86    | (es)   |
| 24 septembre  | Mel Charles                        | Footballeur international gallois.                                                                                                | 81    | (en)   |
| 24 septembre  | Vladimir Kouzmitchev               | Footballeur russe. | 37    | (ru)   |
| 24 septembre  | Arne Melchior                      | Homme politique danois. | 91    | (da)   |
| 24 septembre  | Bill Mollison                      | Scientifique tasmanien. | 88    | (en)   |
| 24 septembre  | Bill Nunn                          | Acteur américain. | 62    | (en)   |
| 24 septembre  | Buckwheat Zydeco                   | Accordéoniste, claviériste et chanteur américain de Zydeco.                                                                       | 68    |        |
| 25 septembre  | Jean Boissonnat                    | Économiste et journaliste français.                                                                                               | 87    |        |
| 25 septembre  | José Fernández                     | Lanceur cubain de baseball, naturalisé américain.                                                                                 | 24    |        |
| 25 septembre  | Nahed Hattar                       | Écrivain jordanien. | 55/56 |        |
| 25 septembre  | Kashif                             | Multi-instrumentiste et chanteur américain.                                                                                       | 56    | (en)   |
| 25 septembre  | Hagen Liebing                      | Musicien allemand. | 55    | (de)   |
| 25 septembre  | René Marsiglia                     | Footballeur français. | 57    |        |
| 25 septembre  | Arnold Palmer                      | Golfeur professionnel américain.                                                                                                  | 87    |        |
| 25 septembre  | Fernando Puig Rosado               | Illustrateur espagnol. | 85    |        |
| 25 septembre  | Joseph Haïm Sitruk                 | Grand-rabbin de France. | 71    |        |
| 25 septembre  | Rod Temperton                      | Auteur-compositeur et musicien anglais.                                                                                           | 66    | (en)   |
| 26 septembre  | Mark Dvoretski                     | Maître international russe aux échecs.                                                                                            | 68    | (en)   |
| 26 septembre  | Giacomo Fornoni                    | Coureur cycliste italien, champion aux Jeux olympiques d'été de 1960.                                                             | 76    | (it)   |
| 26 septembre  | Herschell Gordon Lewis             | Réalisateur, scénariste et producteur de cinéma américain.                                                                        | 87    |        |
| 26 septembre  | Curtis Roosevelt                   | Fonctionnaire et commentateur politique américain.                                                                                | 86    | (en)   |
| 26 septembre  | Jackie Sewell                      | Footballeur international anglais et international zambien.                                                                       | 89    | (en)   |
| 27 septembre  | Yvan Chiffre                       | Cascadeur français. | 80    |        |
| 27 septembre  | Jean-Louis Ravelomanantsoa         | Athlète malgache, spécialiste du sprint.                                                                                          | 73    |        |
| 27 septembre  | Haruko Wakita                      | Historienne japonaise. | 82    | (ja)   |
| 28 septembre  | Jamshid Amouzegar                  | Homme politique iranien. | 93    | (fa)   |
| 28 septembre  | Çamsulvara Çamsulvarayev           | Lutteur azerbaïdjanais. | 32    | (ru)   |
| 28 septembre  | Seamus Dunne                       | Footballeur international irlandais.                                                                                              | 86    | (en)   |
| 28 septembre  | Werner Friese                      | Footballeur est-allemand puis allemand.                                                                                           | 70    | (de)   |
| 28 septembre  | José Gomes da Rocha                | Homme politique brésilien. | 58    |        |
| 28 septembre  | Gloria Naylor                      | Femme de lettres américaine. | 66    | (en)   |
| 28 septembre  | Agnes Nixon                        | Scénariste américaine. | 93    | (en)   |
| 28 septembre  | Shimon Peres                       | Homme d'État israélien. | 93    |        |
| 29 septembre  | Miriam Defensor Santiago           | Femme politique philippine. | 71    | (en)   |
| 29 septembre  | Philippe de Schoutheete            | Haut fonctionnaire et diplomate belge.                                                                                            | 84    |        |
| 29 septembre  | Marie-Thérèse Goutmann             | Femme politique française. | 83    |        |
| 29 septembre  | Shirley Jaffe                      | Artiste peintre américaine. | 93    | (en)   |
| 29 septembre  | Joni Madraiwiwi                    | Avocat et homme politique fidjien, vice-Président de la République (2004-2006), puis Juge en chef de Nauru (depuis 2014).         | 58/59 | (en)   |
| 30 septembre  | George Barris                      | Photographe américain. | 94    | (en)   |
| 30 septembre  | Ted Benoit                         | Dessinateur et scénariste français de bande dessinée.                                                                             | 69    |        |
| 30 septembre  | Lionel Duval                       | Journaliste sportif canadien, québécois.                                                                                          | 83    |        |
| 30 septembre  | Bernard Faure                      | Comédien français. | 86    |        |
| 30 septembre  | Jihad Qassab                       | Joueur de football syrien | 41    | (en)   |
| 30 septembre  | Brahim Zniber                      | Homme d’affaires, agriculteur et vigneron marocain.                                                                               | 94    |        |